# Éliminatoires de la Coupe du monde de football 2014 : zone Amérique du Nord, Amérique centrale et Caraïbes
Les éliminatoires de la zone Amérique du Nord, centrale et Caraïbes pour la Coupe du monde 2014 sont organisées dans le cadre de la Confédération de football de l'Amérique du Nord, Amérique centrale et Caraïbes (CONCACAF) et concernent 35 sélections nationales pour 3 ou 4 places qualificatives.

Europe • Afrique • Amérique du Nord, centrale et Caraïbes
Amérique du Sud • Asie • Océanie

## Format
Au premier tour, les 10 pays les moins bien classés au Classement FIFA de mars 2011 pour cette zone s'affrontent en matchs à élimination directe par paire de matchs aller-retour. Les 5 vainqueurs accèdent au deuxième tour.
Au deuxième tour, les 5 vainqueurs du premier tour sont rejoints par les 19 pays classés de la 7e à la 25e place selon le même classement FIFA qu'au premier tour. Ces 24 nations sont réparties en 6 groupes de 4 équipes et se rencontrent en matchs aller-retour. Seul le premier de chaque poule est qualifié pour le tour suivant.
Au troisième tour, les 6 vainqueurs du deuxième tour sont rejoints par les 6 pays exempts des 2 premiers tours (classés 1er à 6e de la zone CONCACAF). Les 12 pays sont répartis en 3 groupes de 4 équipes et se rencontrent en matchs aller-retour dont les 2 premiers accèdent au prochain tour.
Lors du quatrième tour, les 6 nations restantes sont réunies dans une poule unique et se rencontrent en matchs aller-retour. Les 3 meilleures équipes sont qualifiées pour la Coupe du monde 2014. Le 4e de la poule est qualifié pour un match de barrage inter-continental (contre le vainqueur de la zone Océanie) dont le vainqueur est également qualifié pour la Coupe du monde 2014.

## Équipes engagées
35 nations participent aux éliminatoires de la zone CONCACAF. Leur entrée dans la phase qualificative à la Coupe du monde est déterminée par le Classement FIFA de mars 2011 (entre parenthèses ci-dessous).
En gras, les 6 équipes qualifiées pour le 4e tour.
| Troisième tour (classés de 1 à 6)                                                                    | Second tour (classés de 7 à 25) | Premier tour (classés de 26 à 35) |
| --- | --- | --- |
| 1. États-Unis (19) 2. Mexique (27) 3. Honduras (38) 4. Jamaïque (48) 5. Costa Rica (53) 6. Cuba (64) | 1. Panama (68) 2. Canada (84) 3. Salvador (92) 4. Grenade (94) 5. Trinité-et-Tobago (95) 6. Haïti (99) 7. Antigua-et-Barbuda (101) 8. Guyana (109) 9. Suriname (114) 10. Saint-Christophe-et-Niévès (119) 11. Guatemala (125) 12. Dominique (130) 13. Porto Rico (131) 14. Barbade (137) 15. Curaçao (146) 16. Saint-Vincent-et-les-Grenadines (148) 17. Îles Caïmans (158) 18. Nicaragua (164) 19. Bermudes (165) | 1. Belize (166) 2. République dominicaine (166) 3. Îles Vierges britanniques (177) 4. Sainte-Lucie (182) 5. Îles Turques-et-Caïques (193) 6. Bahamas (193) 7. Aruba (199) 8. Îles Vierges des États-Unis (200) 9. Anguilla (202) 10. Montserrat (202) |

## Premier tour
Les rencontres du premier tour se sont déroulées du 15 juin au 17 juillet 2011.
| Match | Équipe 1                    | Résultat | Équipe 2                  | Aller | Retour | T.a.b. |
| ----- | --------------------------- | -------- | ------------------------- | ----- | ------ | ------ |
| 1     | Montserrat                  | 3 - 8    | Belize                    | 2-5   | 1-3    |        |
| 2     | Anguilla                    | 0 - 6    | République dominicaine    | 0-2   | 0-4    |        |
| 3     | Îles Vierges des États-Unis | 4 - 1    | Îles Vierges britanniques | 2-0   | 2-1    |        |
| 4     | Aruba                       | 6 - 6    | Sainte-Lucie              | 4-2   | 2-4    | 4-5    |
| 5     | Îles Turques-et-Caïques     | 0 - 10   | Bahamas                   | 0-4   | 0-6    |        |

## Deuxième tour
Le tirage au sort de ce tour a eu lieu le 30 juillet 2011 à Rio de Janeiro.
Les chapeaux pour celui-ci sont les suivants:
| Chapeau 4                                              | Chapeau 5                                                                         | Chapeau 6                                                                         | Chapeau 7                                                                               |
| ------------------------------------------------------ | --------------------------------------------------------------------------------- | --------------------------------------------------------------------------------- | --------------------------------------------------------------------------------------- |
| Panama Canada Salvador Grenade Trinité-et-Tobago Haïti | Antigua-et-Barbuda Guyana Suriname Saint-Christophe-et-Niévès Guatemala Dominique | Porto Rico Barbade Curaçao Saint-Vincent-et-les-Grenadines Îles Caïmans Nicaragua | Bermudes Belize République dominicaine Sainte-Lucie Bahamas Îles Vierges des États-Unis |

Il est prévu que ces rencontres se déroulent du 2 septembre au 15 novembre 2011.
Le premier de chaque groupe est qualifié pour le troisième tour.

### Groupe 1
| Rang | Équipe                 | Pts | J | G | N | P | Bp | Bc | Diff |  | Résultats (▼ dom., ► ext.) |     |     |     |     |
| ---- | ---------------------- | --- | - | - | - | - | -- | -- | ---- |  | -------------------------- | --- | --- | --- | --- |
| 1    | Salvador               | 18  | 6 | 6 | 0 | 0 | 20 | 5  | +15  |  | Salvador                   |     | 3-2 | 4-0 | 4-0 |
| 2    | République dominicaine | 8   | 6 | 2 | 2 | 2 | 12 | 8  | +4   |  | République dominicaine     | 1-2 |     | 1-1 | 4-0 |
| 3    | Suriname               | 7   | 6 | 2 | 1 | 3 | 5  | 11 | -6   |  | Suriname                   | 1-3 | 1-3 |     | 1-0 |
| 4    | Îles Caïmans           | 1   | 6 | 0 | 1 | 5 | 2  | 15 | -13  |  | Îles Caïmans               | 1-4 | 1-1 | 0-1 |     |

Salvador est qualifié pour le troisième tour. Le Suriname, la République Dominicaine et les Iles Caïmans sont éliminés.

### Groupe 2
| Rang | Équipe            | Pts | J | G | N | P | Bp | Bc | Diff |  | Résultats (▼ dom., ► ext.) |     |     |     |     |
| ---- | ----------------- | --- | - | - | - | - | -- | -- | ---- |  | -------------------------- | --- | --- | --- | --- |
| 1    | Guyana            | 13  | 6 | 4 | 1 | 1 | 9  | 5  | +4   |  | Guyana                     |     | 2-1 | 2-1 | 2-0 |
| 2    | Trinité-et-Tobago | 12  | 6 | 4 | 0 | 2 | 11 | 4  | +7   |  | Trinité-et-Tobago          | 2-0 |     | 1-0 | 4-0 |
| 3    | Bermudes          | 10  | 6 | 3 | 1 | 2 | 8  | 7  | +1   |  | Bermudes                   | 1-1 | 2-1 |     | 2-1 |
| 4    | Barbade           | 0   | 6 | 0 | 0 | 6 | 2  | 14 | -12  |  | Barbade                    | 0-2 | 0-2 | 1-2 |     |

Le Guyana est qualifié pour le troisième tour. Trinité-et-Tobago, les Bermudes et Barbade sont éliminés.

### Groupe 3
| Rang | Équipe    | Pts | J | G | N | P | Bp | Bc | Diff |  | Résultats (▼ dom., ► ext.) |     |     |     |
| ---- | --------- | --- | - | - | - | - | -- | -- | ---- |  | -------------------------- | --- | --- | --- |
| 1    | Panama    | 12  | 4 | 4 | 0 | 0 | 15 | 2  | +13  |  | Panama                     |     | 5-1 | 3-0 |
| 2    | Nicaragua | 6   | 4 | 2 | 0 | 2 | 5  | 7  | -2   |  | Nicaragua                  | 1-2 |     | 1-0 |
| 3    | Dominique | 0   | 4 | 0 | 0 | 4 | 0  | 11 | -11  |  | Dominique                  | 0-5 | 0-2 |     |

Le 22 août 2011, la FIFA annonce que l'équipe des Bahamas, initialement placée dans le Groupe 3, se retire des éliminatoires.
Le Panama est qualifié pour le troisième tour. Le Nicaragua et la Dominique sont éliminés.

### Groupe 4
| Rang | Équipe                     | Pts | J | G | N | P | Bp | Bc | Diff |  | Résultats (▼ dom., ► ext.) |     |     |     |     |
| ---- | -------------------------- | --- | - | - | - | - | -- | -- | ---- |  | -------------------------- | --- | --- | --- | --- |
| 1    | Canada                     | 14  | 6 | 4 | 2 | 0 | 18 | 1  | +17  |  | Canada                     |     | 0-0 | 4-0 | 4-1 |
| 2    | Porto Rico                 | 9   | 6 | 2 | 3 | 1 | 8  | 4  | +4   |  | Porto Rico                 | 0-3 |     | 1-1 | 3-0 |
| 3    | Saint-Christophe-et-Niévès | 7   | 6 | 1 | 4 | 1 | 6  | 8  | -2   |  | Saint-Christophe-et-Niévès | 0-0 | 0-0 |     | 1-1 |
| 4    | Sainte-Lucie               | 1   | 6 | 0 | 1 | 5 | 4  | 23 | -19  |  | Sainte-Lucie               | 0-7 | 2-4 | 0-4 |     |

Le Canada est qualifié pour le troisième tour. Saint-Kitts-et-Nevis, Porto Rico et Sainte-Lucie sont éliminés.

### Groupe 5
| Rang | Équipe                          | Pts | J | G | N | P | Bp | Bc | Diff |  | Résultats (▼ dom., ► ext.)      |     |     |     |     |
| ---- | ------------------------------- | --- | - | - | - | - | -- | -- | ---- |  | ------------------------------- | --- | --- | --- | --- |
| 1    | Guatemala                       | 18  | 6 | 6 | 0 | 0 | 19 | 3  | +16  |  | Guatemala                       |     | 3-1 | 4-0 | 3-0 |
| 2    | Belize                          | 7   | 6 | 2 | 1 | 3 | 9  | 10 | -1   |  | Belize                          | 1-2 |     | 1-1 | 1-4 |
| 3    | Saint-Vincent-et-les-Grenadines | 5   | 6 | 1 | 2 | 3 | 4  | 12 | -8   |  | Saint-Vincent-et-les-Grenadines | 0-3 | 0-2 |     | 2-1 |
| 4    | Grenade                         | 4   | 6 | 1 | 1 | 4 | 7  | 14 | -7   |  | Grenade                         | 1-4 | 0-3 | 1-1 |     |

Le Guatemala est qualifié pour le troisième tour. Grenade, Saint-Vincent et les Grenadines et Belize sont éliminés.

### Groupe 6
| Rang | Équipe                      | Pts | J | G | N | P | Bp | Bc | Diff |  | Résultats (▼ dom., ► ext.)  |     |     |     |      |
| ---- | --------------------------- | --- | - | - | - | - | -- | -- | ---- |  | --------------------------- | --- | --- | --- | ---- |
| 1    | Antigua-et-Barbuda          | 15  | 6 | 5 | 0 | 1 | 26 | 5  | +21  |  | Antigua-et-Barbuda          |     | 1-0 | 5-2 | 10-0 |
| 2    | Haïti                       | 13  | 6 | 4 | 1 | 1 | 21 | 6  | +15  |  | Haïti                       | 2-1 |     | 2-2 | 6-0  |
| 3    | Curaçao                     | 7   | 6 | 2 | 1 | 3 | 15 | 13 | +2   |  | Curaçao                     | 0-1 | 2-4 |     | 6-1  |
| 4    | Îles Vierges des États-Unis | 0   | 6 | 0 | 0 | 6 | 2  | 40 | -38  |  | Îles Vierges des États-Unis | 1-8 | 0-7 | 0-3 |      |

Antigua-et-Barbuda est qualifié pour le troisième tour. Haïti, Curaçao et les Îles Vierges des États-Unis sont éliminés.

## Troisième tour
Lors de ce troisième tour, les 6 premiers de groupe lors du deuxième tour et les 6 meilleurs nations au classement continental de la FIFA sont répartis en 3 groupes de 4 équipes.
Les chapeaux pour le tirage au sort seront les suivants :
| Chapeau 1                   | Chapeau 2                | Chapeau 3 |
| --------------------------- | ------------------------ | --- |
| États-Unis Mexique Honduras | Jamaïque Costa Rica Cuba | Vainqueur de groupe 1: Salvador Vainqueur de groupe 2: Guyana Vainqueur de groupe 3: Panama Vainqueur de groupe 4: Canada Vainqueur de groupe 5: Guatemala Vainqueur de groupe 6: Antigua-et-Barbuda |

Il est prévu que les matchs se déroulent du 8 juin au 16 octobre 2012.
Les 2 premiers de chaque groupe sont qualifiés pour le quatrième tour.

### Groupe A
| Rang | Équipe             | Pts | J | G | N | P | Bp | Bc | Diff |  | Résultats (▼ dom., ► ext.) |     |     |     |     |
| ---- | ------------------ | --- | - | - | - | - | -- | -- | ---- |  | -------------------------- | --- | --- | --- | --- |
| 1    | États-Unis         | 13  | 6 | 4 | 1 | 1 | 11 | 6  | +5   |  | États-Unis                 |     | 1-0 | 3-1 | 3-1 |
| 2    | Jamaïque           | 10  | 6 | 3 | 1 | 2 | 9  | 6  | +3   |  | Jamaïque                   | 2-1 |     | 2-1 | 4-1 |
| 3    | Guatemala          | 10  | 6 | 3 | 1 | 2 | 9  | 8  | +1   |  | Guatemala                  | 1-1 | 2-1 |     | 3-1 |
| 4    | Antigua-et-Barbuda | 1   | 6 | 0 | 1 | 5 | 4  | 13 | -9   |  | Antigua-et-Barbuda         | 1-2 | 0-0 | 0-1 |     |

### Groupe B
| Rang | Équipe     | Pts | J | G | N | P | Bp | Bc | Diff |  | Résultats (▼ dom., ► ext.) |     |     |     |     |
| ---- | ---------- | --- | - | - | - | - | -- | -- | ---- |  | -------------------------- | --- | --- | --- | --- |
| 1    | Mexique    | 18  | 6 | 6 | 0 | 0 | 15 | 2  | +13  |  | Mexique                    |     | 1-0 | 2-0 | 3-1 |
| 2    | Costa Rica | 10  | 6 | 3 | 1 | 2 | 14 | 5  | +9   |  | Costa Rica                 | 0-2 |     | 2-2 | 7-0 |
| 3    | Salvador   | 5   | 6 | 1 | 2 | 3 | 8  | 11 | -3   |  | Salvador                   | 1-2 | 0-1 |     | 2-2 |
| 4    | Guyana     | 1   | 6 | 0 | 1 | 5 | 5  | 24 | -19  |  | Guyana                     | 0-5 | 0-4 | 2-3 |     |

### Groupe C
| Rang | Équipe   | Pts | J | G | N | P | Bp | Bc | Diff |  | Résultats (▼ dom., ► ext.) |     |     |     |     |
| ---- | -------- | --- | - | - | - | - | -- | -- | ---- |  | -------------------------- | --- | --- | --- | --- |
| 1    | Honduras | 11  | 6 | 3 | 2 | 1 | 12 | 3  | +9   |  | Honduras                   |     | 0-2 | 8-1 | 1-0 |
| 2    | Panama   | 11  | 6 | 3 | 2 | 1 | 6  | 2  | +4   |  | Panama                     | 0-0 |     | 2-0 | 1-0 |
| 3    | Canada   | 10  | 6 | 3 | 1 | 2 | 6  | 10 | -4   |  | Canada                     | 0-0 | 1-0 |     | 3-0 |
| 4    | Cuba     | 1   | 6 | 0 | 1 | 5 | 1  | 10 | -9   |  | Cuba                       | 0-3 | 1-1 | 0-1 |     |

## Quatrième tour
| Rang | Équipe     | Pts | J  | G | N | P | Bp | Bc | Diff |  | Résultats (▼ dom., ► ext.) | Drapeau des États-Unis | Drapeau du Costa Rica | Drapeau du Honduras | Drapeau du Mexique | Drapeau du Panama | Drapeau de la Jamaïque |
| ---- | ---------- | --- | -- | - | - | - | -- | -- | ---- |  | -------------------------- | ---------------------- | --------------------- | ------------------- | ------------------ | ----------------- | ---------------------- |
| 1    | États-Unis | 22  | 10 | 7 | 1 | 2 | 15 | 8  | +7   |  | États-Unis                 |                        | 1-0                   | 1-0                 | 2-0                | 2-0               | 2-0                    |
| 2    | Costa Rica | 18  | 10 | 5 | 3 | 2 | 13 | 7  | +6   |  | Costa Rica                 | 3-1                    |                       | 1-0                 | 2-1                | 2-0               | 2-0                    |
| 3    | Honduras   | 15  | 10 | 4 | 3 | 3 | 13 | 12 | +1   |  | Honduras                   | 2-1                    | 1-0                   |                     | 2-2                | 2-2               | 2-0                    |
| 4    | Mexique    | 11  | 10 | 2 | 5 | 3 | 7  | 9  | -2   |  | Mexique                    | 0-0                    | 0-0                   | 1-2                 |                    | 2-1               | 0-0                    |
| 5    | Panama     | 8   | 10 | 1 | 5 | 4 | 10 | 14 | -4   |  | Panama                     | 2-3                    | 2-2                   | 2-0                 | 0-0                |                   | 0-0                    |
| 6    | Jamaïque   | 5   | 10 | 0 | 5 | 5 | 5  | 13 | -8   |  | Jamaïque                   | 1-2                    | 1-1                   | 2-2                 | 0-1                | 1-1               |                        |

Les États-Unis, Costa Rica et le Honduras sont qualifiés pour la Coupe du monde 2014.
Le Mexique disputera le barrage intercontinental contre la Nouvelle-Zélande. Le Panama et la Jamaïque sont éliminés.

## Barrage CONCACAF – OFC
| Équipe 1 | Résultat | Équipe 2         | Aller | Retour |
| -------- | -------- | ---------------- | ----- | ------ |
| Mexique  | 9 – 3    | Nouvelle-Zélande | 5 – 1 | 4 – 2  |

| 13 novembre 2013 | Mexique                                                   | 5 – 1   | Nouvelle-Zélande | Stade Azteca, Mexico                           |                                                |
| 14:30 UTC-6      | Aguilar 32e · Jiménez 40e · Peralta 48e 80e · Márquez 84e | (2 - 0) | 85e James        | Spectateurs : 99 832 Arbitrage : Viktor Kassai | Spectateurs : 99 832 Arbitrage : Viktor Kassai |
| 14:30 UTC-6      | Rapport                                                   |         |                  | Spectateurs : 99 832 Arbitrage : Viktor Kassai | Spectateurs : 99 832 Arbitrage : Viktor Kassai |

| 20 novembre 2013 | Nouvelle-Zélande              | 2 – 4   | Mexique                        | Westpac Stadium, Wellington                  |                                              |
| 19:00 UTC+13     | James 80e (pen.) · Fallon 83e | (0 - 3) | 14e 29e 33e Peralta · 87e Peña | Spectateurs : 35 206 Arbitrage : Felix Brych | Spectateurs : 35 206 Arbitrage : Felix Brych |
| 19:00 UTC+13     | Rapport                       |         |                                | Spectateurs : 35 206 Arbitrage : Felix Brych | Spectateurs : 35 206 Arbitrage : Felix Brych |

## Meilleurs buteurs (tous tours confondus)
| Pos | Joueur          | Pays               | Buts | Matchs |
| --- | --------------- | ------------------ | ---- | ------ |
| 1   | Deon McCauley   | Belize             | 11   | 8      |
| 2   | Peter Byers     | Antigua-et-Barbuda | 10   | 12     |
| 2   | Blas Pérez      | Panama             | 10   | 21     |
| 4   | Jerry Bengtson  | Honduras           | 9    | 12     |
| 5   | Álvaro Saborío  | Costa Rica         | 8    | 14     |
| 5   | Clint Dempsey   | États-Unis         | 8    | 14     |
| 7   | Carlo Costly    | Honduras           | 7    | 13     |
| 7   | Luis Tejada     | Panama             | 7    | 13     |
| 9   | Richmar Siberie | Curaçao            | 6    | 6      |
| 9   | Carlos Ruíz     | Guatemala          | 6    | 7      |
| 9   | Osael Romero    | Salvador           | 6    | 12     |